# 白板 (哲学)
白板（拉丁语：Tabula rasa）是一个认知论主题。其认为人的个体生来没有内在或与生俱来的心智，也即是一块白板，所有的知识都是逐渐从他们的感官和经验而来。

## 參看
- 先天與後天
- 社會決定論